# Кисси (народ)
Кисси (гиси, гизи, гизима, гии, дэи (самоназвание)) — народ, проживающий в Гвинее (к северо-западу от Конакри до реки Компани), Сьерра-Леоне (в окрестностях Фритауна, в междуречье Моа и малый Скарсис) и в Либерии (в пограничных с Гвинеей районах).  Архивная копия от 12 апреля 2016 на Wayback Machine
Численность народов кисси составляет около 2 млн человек (оценка 1970). Их язык относится к западноатлантическим языкам (Kup 1960: 116). В соответствии с переписью населения 1963 г. в Либерии кисси насчитывают около 34 тысяч (Ingemann 1978: 64).

## Основные занятия
Основные занятия народов кисси это, в основном, ручное земледелие (рис, просо, арахис, маниок, батат), сбор плодов масличной пальмы, так же это отчасти рыболовство на морском побережье; разводят мелкий рогатый скот. Развито отходничество на транспорт и на промышленные предприятия Фритауна, Бо и др. городов Сьерра-Леоне. На продажу выращивают орехи кола и кофе. Кисси вовлечены в торговлю, центром которой является названный по их имени г. Киссидугу.

## Проживание
Населяют холмистые местности, покрытые бушем.
Кисси живут в небольших селениях. Их жилища в основном округлой формы, с конической крышей, которую они делают из пальмовых листьев, а на побережье и на острове Шербро жилища прямоугольные с плетёными стенами, обмазанными глиной, а крыша высокая и двускатная. Питаются в основном кашами и похлёбками из проса, кукурузы, риса, приготовленные с пальмовым маслом, овощными приправами. Те, кто живут на побережье, также питаются рыбой. Обычно в деревне живут представители нескольких народов, в которых счет родства ведется по мужской линии. Глава каждого рода является «жрецом» культа предков, посредником между живыми и мертвыми.

## Социальная организация
В основе социальной организации — большесемейная община во главе со старейшиной. Счёт родства патрилинейный, брак патрилокальный.

## Религиозный состав
Кисси придерживаются традиционных верований (анимизм, магия, шаманизм). Архивная копия от 12 апреля 2016 на Wayback Machine Но часть кисси исповедует ислам.

## Искусство
Народное искусство кисси — это резьба по дереву, деревянная скульптура (изображения людей, животных, ритуальные маски), производство тканей с росписью, орнаментированной керамики.  Архивная копия от 12 апреля 2016 на Wayback Machine